# Mikołaj Zieleński
Mikołaj Zieleński (Zelenscius, působil počátkem 17. století) byl polský skladatel, varhaník a kapelník arcibiskupa z Hnězdna Baranowského.
Datum jeho narození ani úmrtí není známo; dokumenty z Płocké katedrály uvádějí, že pocházel z Warky, a říkají, že v roce 1604 náležel k diecézi, v roce 1606 byl varhaníkem a v roce 1611 se oženil a účastnil se soudního sporu. Věnování jeho knihy z března 1611 ho umísťuje na arcibiskupský dvůr v Łowiczi a to, že za něj arcibiskup Baranowski nenajal žádného náhradníka, naznačuje, že skladatel přežil svého patrona, který zemřel v roce 1615.
Jediné dochované Zieleńského skladby jsou obsaženy ve dvou svazcích hudby vydaných v Benátkách roku 1611, Offertoria/Communes totius anni. Soubor především dvou liturgických cyklů polychorálních děl je věnován arcibiskupovi z Hnězdna Wojciechu Baranowskému. Skládá se z osmi knih vokálních partů a deváté knihy, Partitura pro organo, která obsahuje varhanní doprovod. Publikace obsahuje celkem 131 skladeb napsaných pro různá vokální, ale i vokálně instrumentální tělesa, vždy s varhanním doprovodem.
Kromě offertorií a communií obsahuje dvousvazková benátská publikace přes tucet dalších skladeb, jako jsou hymny, antifony, magnificat a dokonce tři instrumentální fantazie. Zieleński se opírá o vlastní tvůrčí invenci a nevyužívá cantus firmus. Soubor obsahuje jednak rozsáhlé antifony pro dva či tři sbory, a dále monodické skladby ve stylu seconda pratica raného Monteverdiho. Zieleńského práce jsou první známou polskou hudbou ve stylu baroka.